# Block (kortspel)
Block, även kallat paks, är ett kortspel som har konstruerats av amerikanen Phil Laurence. Spelets idé är att bilda block genom att efter vissa regler kombinera kort från handen med kort som ligger utlagda på bordet. Spelarna kan också stjäla block från varandra. Vid spelets slut poängvärderas blocken efter de ingående kortens olika valörer.